# Biserica din Ciofu
Biserica din Ciofu este o biserică amplasată în Ciofu, raionul Telenești, Republica Moldova. Este un monument arhitectural de importanță națională inclus în Registrul monumentelor Republicii Moldova ocrotite de stat cu nr. 1483 (raionul Telenești). Datează din anii 1930.